# Anomius petrovitzi
Anomius petrovitzi är en skalbaggsart som beskrevs av Clement 1976. Anomius petrovitzi ingår i släktet Anomius och familjen Aphodiidae. Inga underarter finns listade i Catalogue of Life.